# Sebastião da Rocha Pita
Sebastião da Rocha Pita (Salvador, 3 de maio de 1660 — 2 de novembro de 1738) foi um advogado, historiador e poeta luso-brasileiro.

## Biografia
Nascido no ano de 1660 na Bahia, hoje cidade de Salvador, Sebastião da Rocha Pita foi um importante historiador e poeta do século XVII. É autor de, dentre outras, uma importante obra intitulada História da América Portuguesa (1730), produzida em um período em que a capacidade de contar a História de Portugal e do império luso-brasileiro compunha um quadro de preocupações centrais de um reino atribulado em legitimar-se frente a outras nações — onde o domínio da história e sua forma de escrita como iniciativa institucional congregaria em si essa função. Como um historiador de prestígio, compunha a ordem de letrados na Academia Real de História Portuguesa (1720-1736), ocupando o cargo de acadêmico supranumerário.  No cenário brasileiro, foi membro e um dos fundadores da Academia Brasílica dos Esquecidos (1724) participando ativamente como poeta e historiador nas atividades realizadas nessa congregação, que pode ser concebida como um local privilegiado para se pensar e formular a história da América Portuguesa, em um período no qual “ o movimento academicista ajudou a desencadear uma nova percepção sobre o estatuto político do território colonial, estimulando assim, a reflexão sobre a natureza dos laços que prendiam a América ao Reino: amarras simultaneamente jurídicas, familiares, linguísticas, econômicas e culturais."
Formado na Escola de Jesuítas da Bahia e mestre em Artes, o nome de Rocha Pita figura na lista de nomes de brasileiros formados na Universidade de Coimbra elaborada por Francisco Morais, tendo ido aos 16 anos. A formação em Portugal era um costume daqueles que tinham um prestígio social na ´colônia e que compunham assim, o quadro de letrados brasileiros. Ostentou ainda o título de coronel do regimento privilegiado de ordenanças, foi fidalgo da casa real, cavaleiro da ordem de Cristo e vereador em Salvador. Pai de três filhos, com Ana Cavalcanti, morre em 1738, na cidade de Cachoeira, onde desde o casamento fixou residência.

## Rocha Pita e sua importância para a História da Historiografia Brasileira
Compreendendo a Historiografia Brasileira como um ramo da disciplina da História que dedica-se ao estudo sistemático das formas pela quais  a história  foi pensada, sistematizada e trabalhada ao longo dos anos - não restringindo-se somente ao cenário brasileiro, mas visando o alcance de uma tradição da língua portuguesa — a importância de Rocha Pita como historiador e poeta é manifesta. Pita compunha um quadro amplo de homens letrados,tanto em Portugal quanto no Brasil. Segundo o Padre Rafael Bluteau, em seu importante dicionário Vocabulario Portuguez e Latino: “República das letras se chamam coletivamente todas as pessoas doutas, & aplicadas ao estudo das ciências, de cujas obras se faz menção em uns livrinhos, que nos vêm de Holanda, também chamados República das letras”. Nesse sentido, Rocha Pita figura no quadro dos letrados que “adquiriam reconhecimento como fieis súditos prestadores de real serviço”  e ainda ocupava o lugar no “rol dos varões ilustres por armas, letras ou por virtudes” como um acadêmico, uma vez que fazia parte da Academia Real de História Portuguesa.
Joaquim Manoel de Macedo, médico e orador do Instituto Histórico e Geográfico Brasileiro, refere-se a Rocha Pita como importante nome em busca de uma historiografia nacional:                                            
“Até o fim do século XVIII o Brasil, embora já tivesse historia, ainda não tinha historiador, os dois Peros, Caminha e Gandavo, deram luz a seu berço, mas não podiam escrever senão dois autos, o do nascimento ou da descoberta e o do baptismo da Terra de Santa Cruz. Depois, e durante duzentos annos, a historia do Brasil foi e ainda é a provação da maior paciência, e o tormento da crítica a procural-a em cartas e diarios de navegadores … nas chronicas de ordens religiosas, em narrativas de viagens… Muitos elementos; todos, porém, dispersos, confusos, e comprometidos por invenções absurdas, por creações imaginarias e pelas sombras de periodos historicos quasi sem uma estrella na prolongada noite. No século XVIII surgiu como aurora o já velho Rocha Pita, brasileiro de nascimento e de amor, peregrino de cabellos brancos a estudar linguas e visitar capitaes da Europa em demanda de esclarecimentos, e de testemunhos documentaes da vida e das cousas do Brasil, ainda peregrino na patria a correr de uma em uma as capitanias da então colonia portugueza e, após investigações laboriosissimas e consciencioso estudo, a revelar-se o primeiro historiador do Brasil.”

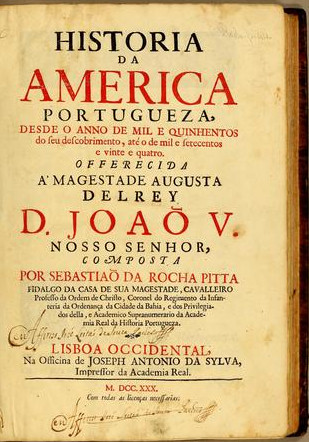
Historia da America Portugueza, publicada em Lisboa pela Officina de Joseph Antonio da Silva, Impressor da Academia Real, no ano de 1730

Além disso em vários de seus escritos é notável  uma grande preocupação com a história, mestra da vida - aquela que ensina com as experiências passadas uma maneira de prever ou antecipar o futuro, porém com uma característica marcante de uma complexificação da experiência — não significa apenas simplificar e orientar o passado, antes, ter contato com o passado como uma necessidade subjetiva: 
“Os anos passados, ó leitor discreto, as mudanças do tempo e da fortuna, os estrondos marciais, as pretensões das  coroas, o temor do  aumento das monarquias, o ciúme do  poder dos vizinhos, as políticas dos Estados, os interesses  das repúblicas e a comoção geral que introduziram novas e  várias cenas no teatro da Europa, me trouxeram ao pensamento a memória dos princípios, progressos e fins das antigas monarquias e os motivos dos seus aumentos das suas declinações e das suas ruínas.” 
A obra ''História da América Portuguesa'' deve ser compreendida em um amplo contexto de racionalização crescente que perpassa o século XVIII. Neste contexto, a esfera racional é marcada pelas noções de individualidade, razão e crítica. Um momento de atualização da vida intelectual portuguesa, onde os letrados, que representavam “os vetores que possibilitavam a transferência para a colônia da tradição da cultura letrada européia”, buscam na erudição a capacidade de contar sua própria história, baseados, principalmente, na crítica e inicialmente a serviço de um Estado e da religião. Podemos vislumbrar um processo de escrita que segue as regras da erudição da Academia Real de História Portuguesa, onde a história atua duplamente, com as funções de: narrar e dar notícias. Assim, combina-se um estilo de escrita que em suas descrições exalta a natureza como uma forma legítima de defesa do território —  abordagem política e não taxonômica — seguindo uma metodologia que segue os princípios de autoridade, verdade e testemunho. A sua obra foi publicada na forma impressa, circulando tanto na colônia quanto na metrópole. Rocha Pita foi o segundo brasileiro a ter sua obra impressa em Portugal.

## Biografia na revista do Instituto Histórico e Geográfico Brasileiro (IHGB)

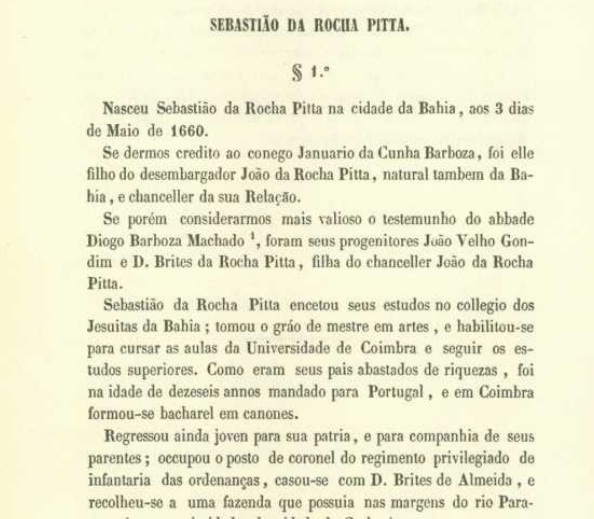
Trecho da biografia escrita por João Manuel Pereira da Silva (Revista do IHGB-1849)

A biografia de Rocha Pita foi escrita no século XIX pelo historiador João Manuel Pereira da Silva e publicada na revista do IHGB em 1849. Nesse sentido, nota-se a importância de Pita,  lido no século XIX em um Instituto que reunia em si, principalmente "a tarefa de pensar o Brasil segundo os postulados próprios de uma história comprometida com o desvendamento do processo de gênese da Nação que se entregam os letrados reunidos em torno do IHBG" Assim, vislumbra-se o projeto de escrita da história nacional, e nesse intuito as “qualidades e deveres para o estudo e a escrita da história”. Dessa maneira, “na biografia de Sebastião da Rocha Pita, composta por João Manuel Pereira da Silva, a fórmula seria utilizada para ressaltar as suas qualidades e, ao mesmo tempo, atenuar as graves objeções que pesavam sobre a sua História da América Portuguesa.”
Trecho da biografia:
Tantos e tão variados acontecimentos, que mais ou menos importavam a seu paiz, não tiveram forças para arrancarem do seu ocio ditoso a Sebastião da Rocha Pita, dedicado exclusivamente a solidão da vida intima.
Alli, no meio dos trabalhos agrícolas e da paz da família, lia, no seu repouso, todas as obras litterarias e scientificas da épocha, descansava o pensamento escrevendo cânticos, sonetos, hymnos e églogas: sua primeira reputação litteraria foi de poeta, se bem que de poeta mediano, cansou-se brevemente do trabalho do verso e da difficuldade da metrificação, a abandonou a rima e a poesia; escreveu na língua castelhana, por ser mais geral e conhecida, um romance imitativo do Palmeirim de Inglaterra, que o Portuguez Francisco de Moraes compozera no século anterior, e que tão extraordinário e unanime enthusiasmo causara em toda a Europa, sendo traduzido em todas as línguas; a imitação porém de Sebastião da Rocha Pita não obteve a nomeada, que  conseguira o romance original de Francismo Moraes.
Nos trabalhos materiaes da lavoura, e n’estes folgares do espírito, se passou mais da metade da carreira mundana de Sebastião da Rocha Pita; se pela mesma fórma a completasse, de certo que seu nome teria morrido com elle.
Deliberou-se porém a escrever uma História do Brazil. E foi um glorioso pensamento que teve, e uma boa fortuna para o seu paiz.(...)
O Brazil no entanto carecia de uma história, que fosse como o complexo ou fusão de todos  os escriptos impressos e não impressos ou fusão de todos os escriptos impressos e não impressos ácérca do seu descobrimento, da sua colonisação das suas nações indígenas, das suas importantes explorações, e dos grandes acontecimentos por que deve passar desde seus primeiros dias, alvo da cobiça de tantos povos, que invejavam suas innumeras riquezas de seu solo feliz, e a magestade de sua posição geographica; e maior gloria lhe caberia se fosse essa história escripta por um seu filho, do que por qualquer outro estranho, que lhe fosse muito embora affeiçoado.
Sebastião da Rocha Pita calculou todas as difficuldades de sua empreza; assentou de vencel-as. Para conseguil-o, deixou seu descanso e repouso, e despediu-se das margens alegres e pittorescas do bello Paraguassú(...)
Pouco menos da metade da sua vida foi empregada na grande e importante missão com que se inspirou, e que felizmente conseguiu finalisar no anno de 1728.
Em 1730 foi publicada a História da America Portugueza desde seu descobrimento até o anno de 1724, por Sebastião da Rocha Pita.
A obra foi muito apllaudida; todos os sabios contemporaneos a leram e elogiaram; a Academia Real da História Portugueza a fez examinar por uma commissão de seus membros, e approvou o parecer, tecendo-lhe grandes encômios, e mandando diploma ao seu auctor de acadêmico supranumerário. O bispo de Lacedemonia, na qualidade de censor dos inquisidores, escreveu a seu respeito uma memória, que faz honra a ambos, ao critico e ao historiador.
El Rei D. João V nomeou-o fidalgo da sua real casa.

Sebastião da Rocha Pita retirou-se então para a Bahia, e para o seu doirado repouso; reviu sua casa, seus bens e seus amigos; alli quiz passar os últimos dias de sua vida, tão tranquilamente como passára os primeiros dias d’ella.

## O poeta
Embora concebido muitas vezes por uma falta de rigor em suas obras poéticas e como “poeta ocasional” alguns recentes estudos preocupam-se em resgatar a importância de Rocha Pita como poeta, a fim de ressaltar a sua importância tanto como poeta quando como historiador. Segundo Temístocles Cézar: “nem sempre ser poeta ou romancista era incompatível com ser historiador; e  ir de um gênero ao outro era uma opção, não uma impossibilidade intelectual”. Neste sentido, é importante que se compreenda a poesia de Rocha Pita inserida em uma preocupação mais ampla da Academia Brasílica dos Esquecidos em estimular uma produção poética entre os acadêmicos.
Por outro lado, Afrânio Coutinho nos faz considerar entre seus poemas não àqueles escritos em honra de pessoas ilustres, como notoriamente o fez, porém mas os de "temas evidentemente ridículos e antilíricos cultivados com certo humor", os quais seriam "verdadeiros jogos literários" para demonstrar "habilidade de expressão" senão "técnica versificatória"]]. .

## Obras Publicadas
- Breve Compendio, e  Narraçam do Funebre Espectaculo, que na insigne cidade da Bahia, cabeça da America Portugueza, se vio na morte de ElRey D. Pedro II. de  gloriosa memória, S. N. Offerecido À Majestade do Serenissimo Senhor Dom Joam V. Rey  de Portugal (Lisboa: Officina de Valentim da Costa Deslandes, Impressor de Sua  Majestade, 1709)
- O Summario Da Vida, & Morte da Excellentissima Senhora, A Senhora Dona Leonor Josepha de Vilhena, e das Exequias que na Cidade da Bahia consagrou às suas  memórias A Senhora D. Leonor Josepha de Menezes, Esposa do Gonçalo Ravasco Cavalcanty & Albuquerque, ho Fidalgo da Casa de S. Majestade, Commendador da Ordem  de Christo, Alcayde mòr da Cidade de Cabo Frio, Secretario do Estado, & Guerra do Brasil, Offerecido Á Excellentissima Senhora, A Senhora Dona Maria Francisca Bonifacia de Vilhena, Filha dos Excellentissimos Senhores, o Senhor D. Rodrigo da Costa, & da  Excellentissima Senhora, a Senhora D. Leonor Josepha de Vilhena, (Lisboa: Officina de  Antonio Pedrozo Galram, 1721)
- Historia da America Portugueza, desde o anno de mil e quinhentos do seu descobrimento, até o de mil e setecentos e vinte e quatro  (Lisboa: Officina de Joseph Antonio da Silva, Impressor da Academia Real, 1730).

## Publicações Póstumas
- Trato Político - datado de 7 de setembro de 1715 -  Publicado por Heitor Martins como “O Tratado Político de Sebastião da Rocha Pita” (MARTINS, Heitor. Introdução. In: PITA, 1972, p. 11-26)
- Oração Do Acadêmico Vago Sebastião da Rocha Pita Presidindo na Academia Brasílica - publicada por José  Aderaldo Castello  (CASTELLO, José Aderaldo. (Org.) O movimento academicista no Brasil: 1641-1820/22.  São Paulo: Conselho Estadual de Cultura, 1974. v.III. t.1.)

## Sonetos
- “Ao Capitam Felix de Azevedo da Cunha, sobre o Memorial com que  implorou perdão para que hum prezo não fosse desterrado” na obra “Patrocínio Emprenhado Pelos clamores de hum prezo...” por Felix de Azevedo d’A Cunha  (Lisboa: Officina de Valentim da Costa  Deslandes, Impressor de Sua Majestade, 1706);
- “Ao Tumulo, que ao Serenissimo Senhor Dom Pedro Segundo se fez na Cidade da Bahia Cabeça do Brasil, porção mayor do Imperio Lusitano” (Breve Compendio, e  Narraçam do Funebre Espectaculo... 1709)
- “À Imagem da Morte, que sobre o Tumulo estava coroada, tendo em huma mão a Fama, & na outra a Eternidade”, (Breve Compendio, e  Narraçam do Funebre Espectaculo... 1709)
- “Em a morte do Serenissimo Senhor Dom Pedro Segundo Rey de Portugal” (Breve Compendio, e  Narraçam do Funebre Espectaculo... 1709)
- “Ao Capitam Joam de Brito & Lima descrevendo em quatro metricos Cantos as festas, que nesta Cidade da Bahia se fizerão ao Excelentissimo Senhor Marquez  ViceRey pelo nascimento de hum Neto, preclarissimo herdeyro da sua casa” (Obra Applausos Natalícios com que a Cidade da Bahia celebrou a notícia do felice Primogenito do excellentissimo senhor Dom Antonio  de Noronha...  Escrita por João de Brito Lima ,1718);"
- “Ao Desembargador Caetano de Brito de Figueyredo sobre a narração das festas, que na Cidade da Bahia se fizerão ao Excellentissimo Senhor Marquez de Angeja, pelo nascimento de hum Neto, dirigidas, & ordenadas pelo Mestre de Campo João de Araújo de Azevedo” (Obra Applausos Natalícios com que a Cidade da Bahia celebrou a notícia do felice Primogenito do excellentissimo senhor Dom Antonio  de Noronha...  Escrita por João de Brito Lima -, 1718);
- “No tumulo, & exequias da Excellentissima Senhora D. Leonor Josepha de Vilhena” (Publicado em O Summario Da Vida, & Morte da Excellentissima -, 1730).
- “Epitáfio à Excellentissima Senhora Dona Leonor Josepha de Vilhena” (Publicado em O Summario Da Vida, & Morte da Excellentissima -, 1730).
- Ao Excellentisso Senhor Dom Rodrigo da Costa (Publicado em O Summario Da Vida, & Morte da Excellentissima - 1730).

## Romance
- “Al Mausoleo ardiendo en fuegos, y vistiendo lutos” (Breve Compendio, e Narraçam do Funebre Espectaculo..., 1709)

## Apreciação moderna
Explica o historiador Pedro Puntoni na página  na internet em que a Universidade de São Paulo, em sua coleção Brasiliana, disponibiliza a versão integral da História da América Portuguesa: «Cultivava as letras, tendo publicado dois trabalhos: o «Breve compêndio e narração do fúnebre espetáculo que na cidade da Bahia se viu na morte Del-rei D. Pedro II de Portugal» (Lisboa, Valentim Deslandes, 1709) e o «Summario da vida e morte da exma. sra. d. Leonor Josepha de Vilhena e das exéquias que se celebraram a sua memória na cidade da Bahia» (Lisboa, oficina de António Pedroso Garlrão, 1721). Textos encomiásticos que reportam o desempenho da sociedade colonial nas homenagens ao falecido rei e à esposa de D. Rodrigo da Costa, governador do Brasil (1702-1708). A homenagem fora feita por encomenda da esposa de Gonçalo Ravasco Cavalcante e Albuquerque, secretário do Estado do Brasil e sobrinho do padre António Vieira. Gonçalo, como Manuel Botelho, era colega de letras e outras aventuras de Rocha Pita, e também arriscou-se na poesia, mas pouco publicou. Com estes dois pequenos textos Rocha Pinta tornou-se o segundo homem nascido no Brasil a ver suas letras impressas.» Conclui Puntoni: «Em 1724, Rocha Pita colaborou na formação da Academia Brasílica dos Esquecidos – associação de ilustrados, dispostos a avançar no conhecimento do Brasil e no cultivo das letras e da história. Seguiam, em certo sentido, o programa da Academia Real de História Portuguesa, criada em 1720. Grêmio de curta duração, foi encerrada depois de apenas 11 meses.» 